# Maria Klawe
Maria Margaret Klawe (née en 1951) est une mathématicienne et informaticienne canadienne et américaine. Elle est présidente depuis 2006 du Harvey Mudd College (en), une université scientifique et d'ingénierie californienne, dont elle est la première femme à exercer cette fonction. 

## Biographie
Maria Klawe est née à Toronto, en Ontario. Sa famille séjourne quelques années en Écosse, puis s'installe à Edmonton, en Alberta, où elle fait ses études à l'Université de l'Alberta, obtenant son diplôme en 1973, puis son doctorat en mathématiques en 1977, avec une thèse intitulée Studies in Amenable Semigroups. Elle est professeure adjointe de mathématiques à l'université d'Oakland durant une année, puis elle prépare un doctorat en informatique à l'Université de Toronto. 
Elle travaille au centre de recherche Almaden (en) d'IBM à San Jose, en Californie, d'abord en tant que chercheuse scientifique, puis en tant que responsable du Groupe de mathématiques discrètes et responsable du département de mathématiques et d'informatique connexe. Avec son mari Nick Pippenger, ils rejoignent à l'Université de la Colombie-Britannique. Elle travaille au département d'informatique, qu'elle dirige de 1988 à 1995, puis elle est vice-présidente des services aux étudiants et universitaires de 1995 à 1998 et doyenne de la faculté de science de 1998 à 2002. Elle a un poste à  Princeton, puis à Harvey Mudd College, dont elle est la première femme présidente,,. Sous sa présidence, le collège s'ouvre davantage aux femmes.
Klawe est également une aquarelliste qui expose ses œuvres,,.

## Récompenses et honneurs
Klawe est élue membre de l'Association for Computing Machinery en 1996. Elle est membre fondateur de la Canadian Information Processing Society (Société canadienne de traitement de l'information) en 2006,  membre de l'Académie américaine des arts et des sciences en 2009, membre de l'American Mathematical Society en 2012 et membre de l'Association for Women in Mathematics en 2019. 
Elle a reçu plusieurs doctorats honoris causa, de l'Université polytechnique Ryerson (2001), de l'Université de Waterloo (2003), de l'Université Queen's (2004), de l'Université Dalhousie (2005), de l'Université Acadia (2006), de l'Université de l'Alberta (2007), l'Université d'Ottawa (2008), l'Université de la Colombie-Britannique (2010), de l'Université de Toronto (2015), l'Université Concordia (2016),, de l'Université McGill (2018) et de l'Université Laval (2020). 
Elle est lauréate en 2014 du prix pour femmes visionnaires de l’Institut Anita Borg, catégorie « Leadership »,.  
En 2018, elle figure parmi les « 50 meilleures femmes en technologie d'Amérique » du magazine Forbes.
Elle est également présidente de l'Association for Computing Machinery de 2002 à 2004 et a remporté en 2004 le prix A. Nico Habermann.

## Recherches
Certains des travaux de recherche les plus cités de Klawe concernent des algorithmes pour résoudre les problèmes d'optimisation géométrique, l'élection distribuée de dirigeants et le Problème de la galerie d'art et des études sur les effets du genre sur le jeu électronique,. Elle a fondé le projet Aphasia, une collaboration entre l'UBC et Princeton pour étudier l'aphasie et développer des aides cognitives pour les personnes qui en souffrent. 

## Engagement en faveur de l'accès des femmes aux disciplines scientifiques et techniques
Maria Klawe s'est fortement engagée en faveur de la présence des femmes dans les disciplines STIM. Durant son mandat à l'Université de la Colombie-Britannique, elle devient présidente du CRSNG-IBM pour les femmes en sciences et en génie, chargée d'augmenter la participation des femmes dans les sciences et l'ingénierie. En 1991, en collaboration avec Nancy Leveson, elle fonde CRA-W (en) (le « Comité de la condition féminine dans la recherche informatique ») de la Computing Research Association et en est la première co-présidente. Elle préside le conseil d'administration de l'Institut Anita Borg pour les femmes et la technologie de 1996 à 2011. 
Maria met en place un enseignement d'informatique conçu pour convaincre les étudiantes de persévérer dans cette discipline. Cees cours d'introduction devant présenter un environnement de résolution de problèmes plutôt qu'un environnement compétitif. Elle travaille sur plusieurs autres projets, dans le domaine de l’initiation à l'informatique en biologie, ou encore un MOOC destiné aux élèves de 10e année.